# Крістофер Тосельї
Крістофер Тосельї (ісп. Cristopher Toselli, нар. 15 червня 1988, Антофагаста) — чилійський футболіст, воротар клубу «Універсідад Католіка» та збірної Чилі.

## Клубна кар'єра
Народився 15 червня 1988 року в місті Антофагаста. Вихованець футбольної школи клубу «Універсідад Католіка». Дорослу футбольну кар'єру розпочав 2007 року в основній команді того ж клубу, кольори якої захищає й донині.

## Виступи за збірні
2007 року залучався до складу молодіжної збірної Чилі, разом з якою того року взяв участь у молодіжному чемпіонаті Південної Америки, де Чилі зайняла четверте місце та молодіжному чемпіонаті світу, де допоміг збірній здобути 3 місце, завдяки чому увійшов у символічну збірну турніру. 2009 року у складі «молодіжки» Тосельї став переможцем турніру у Тулоні. Всього на молодіжному рівні зіграв у 34 офіційних матчах.
20 січня 2010 року дебютував в офіційних матчах у складі національної збірної Чилі в товариській грі проти збірної Панами, в якій пропустив лише один м'яч, допомігши своїй команді перемогти 2:1. 
Наразі провів у формі головної команди країни 4 матчі, в яких пропустив 2 голи.

## Титули і досягнення
- Переможець турніру у Тулоні: 2009
- Чемпіон Чилі: 2010, 2016К, 2016А, 2019, 2020
- Володар кубка Чилі: 2011
- Володар суперкубка Чилі: 2016, 2019
- Переможець Кубка Америки: 2016

### Індивідуальні
- Футболіст року в Чилі: 2013